# Einfarb-Brillenvogel
Der Einfarb-Brillenvogel (Zosterops sanctaecrucis) ist eine kaum erforschte Vogelart aus der Familie der Brillenvögel. Er ist endemisch auf der Insel Nendo in den Santa-Cruz-Inseln.

## Merkmale
Der Einfarb-Brillenvogel erreicht eine Größe von 12,5 Zentimetern. Der Augenring und der Zügelbereich sind schwärzlich. Die Handschwingen und Steuerfedern sind schwärzlich-braun mit breiten helloliven Rändern. Die Unterseite ist grünlichgelb; zur Bauchmitte und zum Steiß hin zeigt sie eine gelbliche Färbung. Die Iris ist braun. Der Schnabel ist schwarz mit einer gelblichen Basis. Die Beine sind blaugrau. Die Geschlechter sehen gleich aus. Juvenile Vögel sind bisher unbeschrieben. Der Vollgesang besteht aus reichen melodiösen Trillern, der Ruf aus einem tiefen nasalen Triller.
Eine ähnliche Art mit einem schlankeren Schnabel und gelblich-orangen Beinen wurde 1994 von David Gibbs auf der Insel Vanikoro entdeckt und 2008 von Guy Dutson als Zosterops gibbsi beschrieben.

## Lebensraum
Der Einfarb-Brillenvogel bewohnt Buschland, Gärten, Primär- und Sekundärwälder sowie Waldränder.

## Lebensweise
Über seine Lebensweise liegen keine Informationen vor.

## Status
Über die Population des Einfarb-Brillenvogels gibt es keine Informationen. Zwischen 1994 und 2005 wurde er als ziemlich häufig bis häufig beschrieben. BirdLife International stuft ihn als nicht gefährdet (least concern) ein.

## Weblink
- Zosterops sanctaecrucis in der Roten Liste gefährdeter Arten der IUCN 2013.2. Eingestellt von: BirdLife International, 2012. Abgerufen am 5. Dezember 2013.